# Aphanius iberus
Aphanius iberus is een  straalvinnige vissensoort uit de familie van eierleggende tandkarpers (Cyprinodontidae). De wetenschappelijke naam van de soort is voor het eerst geldig gepubliceerd in 1846 door Valenciennes.
De soort staat op de Rode Lijst van de IUCN als Bedreigd, beoordelingsjaar 2006. De omvang van de populatie is volgens de IUCN dalend.